# Isporisa apicalis
Isporisa apicalis är en insektsart som beskrevs av Walker 1857. Isporisa apicalis ingår i släktet Isporisa och familjen Tropiduchidae. Inga underarter finns listade i Catalogue of Life.